# Họ Chuột chũi
Họ Chuột chũi (Talpidae) bao gồm chuột chũi, chuột chũi chù, chuột chũi desman và các dạng trung gian khác của các loài động vật có vú nhỏ ăn côn trùng thuộc Bộ Eulipotyphla. Tất cả các loài họ này là động vật đào bới với các mức độ khác nhau: chuột chũi là động vật sống hoàn toàn dưới mặt đất; chuột chũi chù và Uropsilus ít khi như vậy hơn; và chuột chũi desman, trong khi về cơ bản là loài thủy sinh, có khai quật những buồng ngủ khô; trong khi loài chuột chũi mũi sao cũng tinh vi không kém dưới nước và lòng đất. Chúng sinh sống trên khắp Bắc bán cầu, Nam Á, Châu Âu và Bắc Mỹ, nhưng không ở Ireland cũng như ở châu Mỹ phía nam của phía bắc México. Họ này được G. Fischer miêu tả năm 1814.
Các loài chuột chũi đầu tiên tiến hóa từ những động vật giống như chuột chù thích nghi với việc đào bới cuối thế Eocen ở châu Âu. Loài thuộc Họ Chuột chũi nguyên thủy nhất còn sinh tồn được xem là loài Uropsilus, với các loài khác đã thích nghi với đời sống dưới lòng đất, và trong một số trường hợp, đời sống thủy sinh.

## Hình ảnh

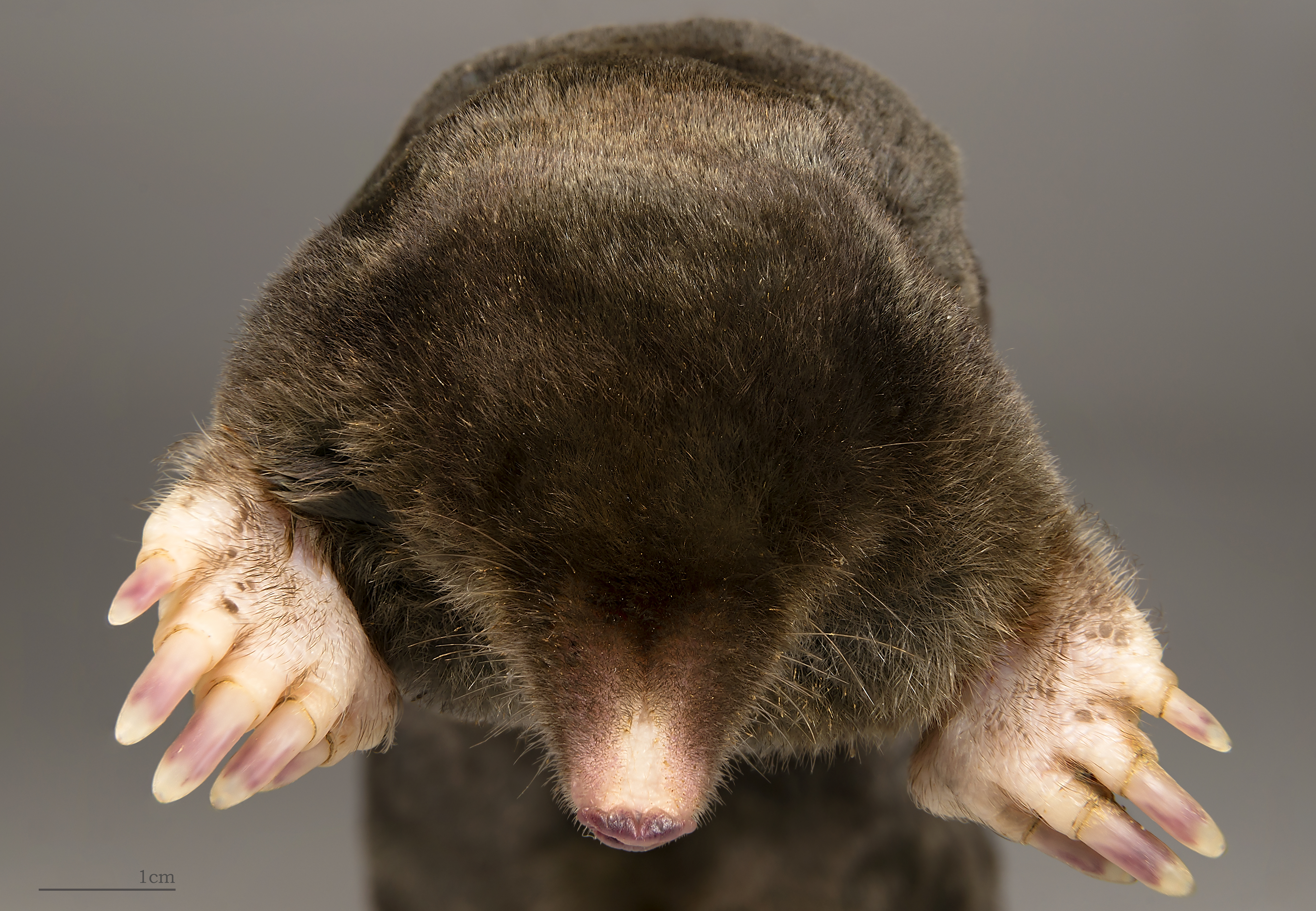
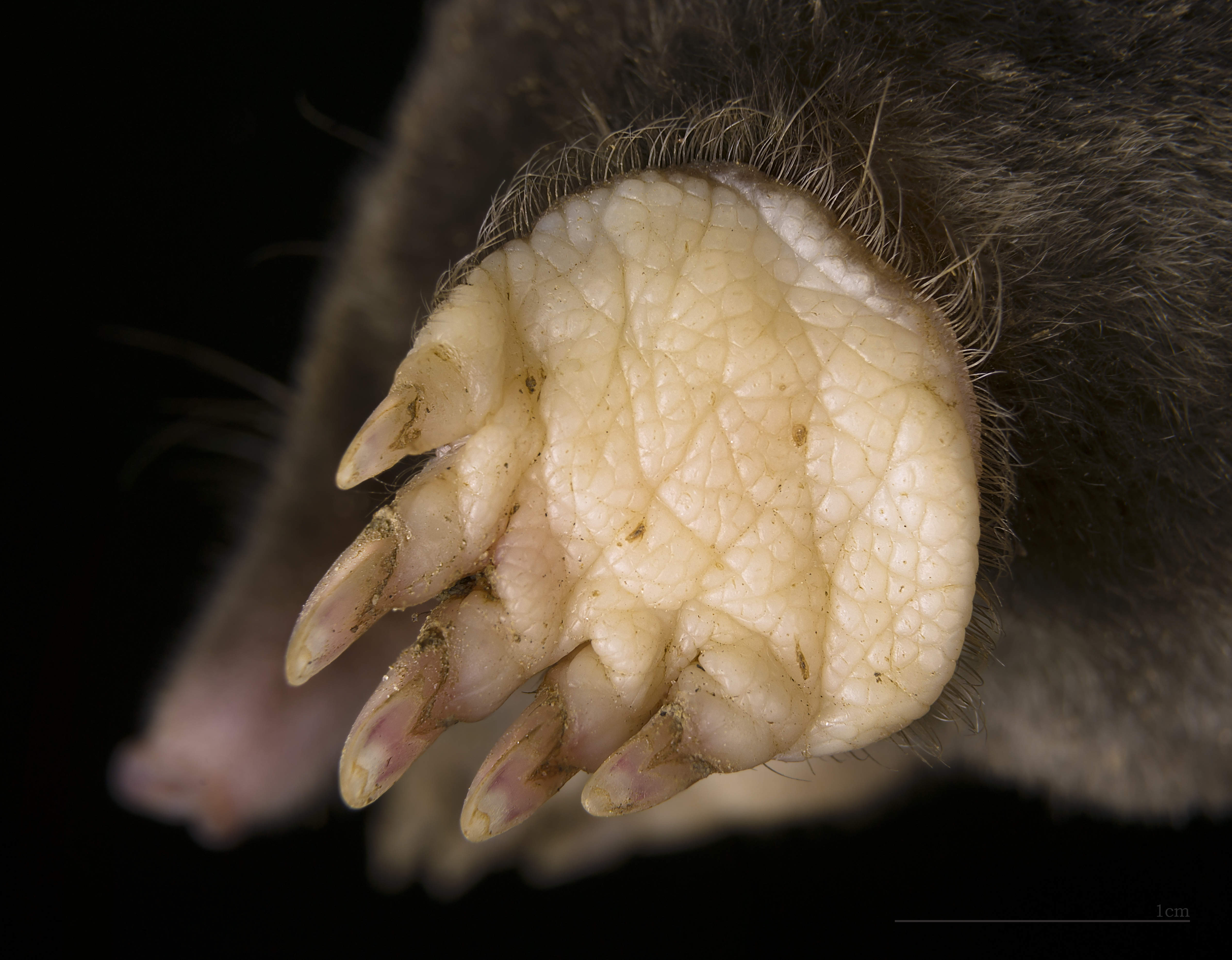
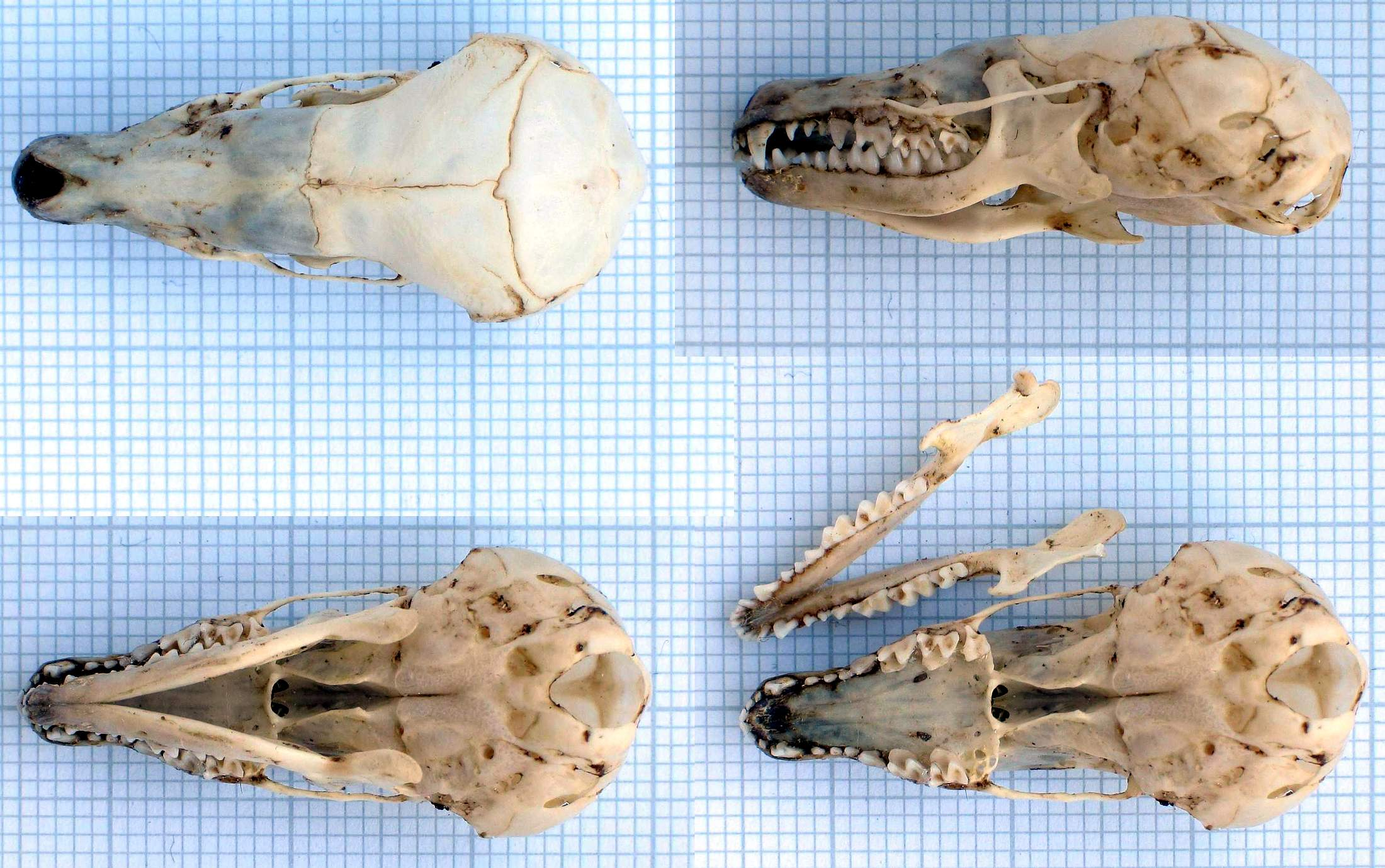
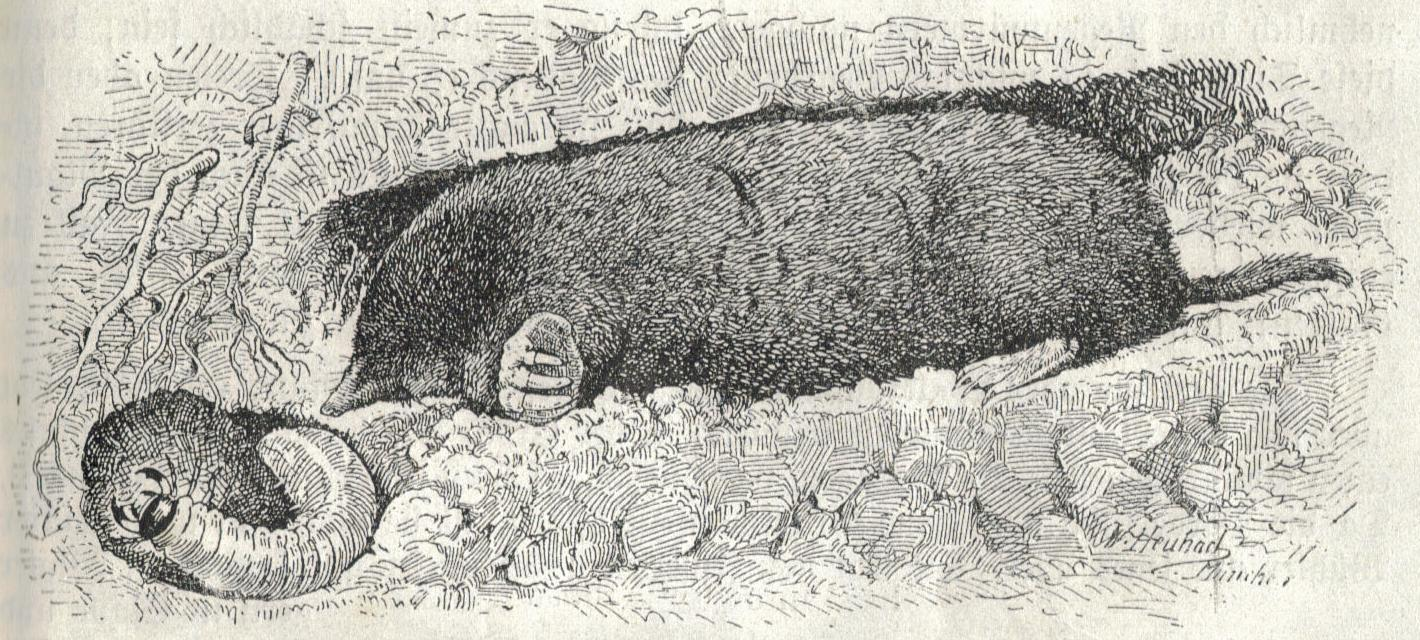

## Phân loại
Họ Talpidae
1. Phân họ Scalopinae
  1. Tông Condylurini
    1. Chi Condylura

  2. Tông Scalopini
    1. Chi Parascalops
    2. Chi Scalopus
    3. Chi Scapanulus
    4. Chi Scapanus
2. Phân họ Talpinae
  1. Tông Desmanini
    1. Chi Desmana
    2. Chi Galemys

  2. Tông Neurotrichini
    1. Chi Neurotrichus

  3. Tông Scaptonychini
    1. Chi Scaptonyx

  4. Tông Talpini
    1. Chi Euroscaptor
    2. Chi Mogera
    3. Chi Parascaptor
    4. Chi Scaptochirus
    5. Chi Talpa

  5. Tông Urotrichini
    1. Chi Dymecodon
    2. Chi Urotrichus
3. Phân họ Uropsilinae
  1.     1. Chi Uropsilus